# 易武崖爬藤
易武崖爬藤（学名：Tetrastigma yiwuense）为葡萄科崖爬藤属的植物，是中国的特有植物。分布于中国大陆的云南等地，生长于海拔700米的地区，一般生长在沟谷雨林，目前尚未由人工引种栽培。